# ليز أوليفييه
ليز أوليفييه (بالإنجليزية: Lise Olivier) هي دراجة جنوب أفريقية، ولدت في 30 مايو 1983 في بريتوريا في جنوب أفريقيا.

## وصلات خارجية
- ليز أوليفييه على موقع الاتحاد الدولي للدراجات (الإنجليزية)
- ليز أوليفييه على موقع أرشيف الدراجات (الإنجليزية)
- ليز أوليفييه على موقع إحصائيات الدراجات الإحترافية (الإنجليزية)
- ليز أوليفييه على موقع نسبة الدراجات (الإنجليزية)
- ليز أوليفييه على موقع اتحاد ألعاب الكومنولث (مؤرشف) (الإنجليزية)